# Hak Ja Han Moon
Hak Ja Han Moon é uma figura pública da Coreia  co-fundadora da Federação Internacional das Mulheres para a Paz Mundial da qual foi presidente durante muitos anos  . Nasceu em 10 de fevereiro de 1943. na aldeia de Sinli no Distrito Anju, na Coréia do Norte . Foi esposa de Sun Myung Moon e co-fundadora da Associação das Famílias para Unificação e Paz Mundial - AFUPM
Filha de pais cristãos, sua família foi perseguida na Coreia do Norte, o que fez com que fugissem para Taegu. onde passaram pela Guerra da Coreia. Formou-se na escola primária na cidade de Choon Chun, onde seu tio vivia. Neste período, ela e sua mãe se juntaram a recem criada Igreja da Unificação  Em 11 de abril de 1960, cinco anos mais tarde, casou-se com o Rev. Sun Myung Moon na igreja de Cheongpa-Dong, em Seul.
A Associação das Famílias para Unificação e Paz Mundial, também conhecida como Igreja da Unificação, é conhecida por realizar casamentos em massa internacionais, unindo etnias e culturas diferentes promovendo a paz e harmonia entre os povos.

### Federação para a Paz Universal
Em 2006, Han falou na Nova Zelândia em nome da Federação para a Paz Universal e pediu por famílias tradicionais, tolerância religiosa e intercultural, e um "túnel da paz" através do Estreito de Bering conectando a Rússia e os Estados Unidos. Em 2019, ela discursou em um comício no Japão e pediu por maior compreensão e cooperação entre as nações do Pacífico Rim. Em 2020, Han falou em um comício patrocinado pela FPU, presencial e virtual, para a unificação coreana que atraiu cerca de um milhão de participantes.

### A Paz Começa Comigo
Hak Ja Han é a fundadora do movimento pela paz "A Paz Começa Comigo".
Os comícios Paz Começa Comigo são co-patrocinados pela Federação da Família para a Paz Mundial e Unificação (FFWPU) e pela Conferência de Liderança do Clero Americano (ACLC). O primeiro comício foi realizado em 2017 no Madison Square Garden.

### Comício da Esperança
O Comício da Esperança é uma série de cúpulas, reais e virtuais, que começaram em agosto de 2020, quando a pandemia de COVID-19 tornou impossíveis grandes reuniões presenciais. Em cada Comício da Esperança, líderes globais levantaram temas importantes, como a pandemia de COVID-19, pobreza, poluição ambiental, liberdade religiosa, homenagem aos veteranos da Guerra da Coreia e segurança internacional.
O ex-presidente dos EUA Trump falou sobre a situação de segurança na Península Coreana no evento do Comício da Esperança, uma conferência organizada por Hak Ja Han.
Ban Ki-moon, ex-secretário-geral da ONU, Gingrich, ex-presidente da Câmara dos Representantes dos EUA, Presidente do Senegal Sall, Primeiro-ministro do Níger Rafini, Primeiro-ministro do Camboja Sen e outros líderes mundiais participaram do Comício da Esperança virtual de 2020 intitulado "Comício Mundial da Esperança: Construindo e Renovando Nossas Nações no Mundo Pós-Covid-19: Interdependência, Prosperidade Mútua e Valores Universais".

### Prêmio de Liderança e Boa Governança
Hun Sen, Primeiro-ministro do Camboja, recebeu o Prêmio de Liderança e Boa Governança da FPU na 2ª Cúpula Ásia-Pacífico.
Após o discurso de abertura, o prêmio foi apresentado por Hak Ja Han, co-fundadora da FPU.
O Prêmio de Liderança e Boa Governança é concedido àqueles que demonstram excelência em liderança, juntamente com princípios morais e espirituais.

### Pequenos Anjos
Pequenos Anjos é um grupo de balé folclórico infantil mundialmente famoso, fundado há 60 anos por Sun Myung Moon e Hak Ja Han Moon.
Os Pequenos Anjos se apresentaram em muitos países do mundo e, entre outros, foram convidados para se apresentar na presença da Rainha Elizabeth II do Reino Unido.
Eles também deram uma apresentação especial para o presidente dos EUA, Nixon.